# 吴丽祥
吴丽祥（1977年1月—），女，汉族，天津人，中华人民共和国政治人物。现任天津市财政局党组书记、局长。第十四届全国人大代表。